# Grand Prix-wegrace van Catalonië
De Grand Prix van Catalonië voor motorfietsen is een motorsportrace, die sinds 1996 wordt verreden en meetelt voor het wereldkampioenschap wegrace. Het evenement vindt plaats op het Circuit de Catalunya in de buurt van de Spaanse stad Barcelona.

Circuit de Catalunya

## Resultaten van de Grote Prijs van Catalonië
| Editie | Jaar | Circuit   | Klasse | 1e                           | 2e                            | 3e                               | Poleposition                         | Snelste ronde                |
| ------ | ---- | --------- | ------ | ---------------------------- | ----------------------------- | -------------------------------- | ------------------------------------ | ---------------------------- |
| 1      | 1996 | Barcelona | 125 cc | Tomomi Manako (Honda)        | Garry McCoy (Aprilia)         | Kazuto Sakata (Aprilia)          | Youichi Ui (Yamaha)                  | Tomomi Manako (Honda)        |
| 1      | 1996 | Barcelona | 250 cc | Max Biaggi (Aprilia)         | Olivier Jacque (Honda)        | Ralf Waldmann (Honda)            | Max Biaggi (Aprilia)                 | Max Biaggi (Aprilia)         |
| 1      | 1996 | Barcelona | 500 cc | Carlos Checa (Honda)         | Mick Doohan (Honda)           | Àlex Crivillé (Honda)            | Mick Doohan (Honda)                  | Carlos Checa (Honda)         |
|        |      |           |        |                              |                               |                                  |                                      |                              |
| 2      | 1997 | Barcelona | 125 cc | Valentino Rossi (Aprilia)    | Kazuto Sakata (Aprilia)       | Noboru Ueda (Honda)              | Kazuto Sakata (Aprilia)              | Kazuto Sakata (Aprilia)      |
| 2      | 1997 | Barcelona | 250 cc | Ralf Waldmann (Honda)        | Max Biaggi (Honda)            | Tohru Ukawa (Honda)              | Ralf Waldmann (Honda)                | Ralf Waldmann (Honda)        |
| 2      | 1997 | Barcelona | 500 cc | Mick Doohan (Honda)          | Carlos Checa (Honda)          | Àlex Crivillé (Honda)            | Mick Doohan (Honda)                  | Mick Doohan (Honda)          |
|        |      |           |        |                              |                               |                                  |                                      |                              |
| 3      | 1998 | Barcelona | 125 cc | Tomomi Manako (Honda)        | Mirko Giansanti (Honda)       | Masao Azuma (Honda)              | Roberto Locatelli (Honda)            | Mirko Giansanti (Honda)      |
| 3      | 1998 | Barcelona | 250 cc | Valentino Rossi (Aprilia)    | Tetsuya Harada (Aprilia)      | Loris Capirossi (Aprilia)        | Loris Capirossi (Aprilia)            | Valentino Rossi (Aprilia)    |
| 3      | 1998 | Barcelona | 500 cc | Mick Doohan (Honda)          | Tadayuki Okada (Honda)        | Norifumi Abe (Yamaha)            | Àlex Crivillé (Honda)                | Alex Barros (Honda)          |
|        |      |           |        |                              |                               |                                  |                                      |                              |
| 4      | 1999 | Barcelona | 125 cc | Arnaud Vincent (Aprilia)     | Emilio Alzamora (Honda)       | Marco Melandri (Honda)           | Roberto Locatelli (Aprilia)          | Noboru Ueda (Honda)          |
| 4      | 1999 | Barcelona | 250 cc | Valentino Rossi (Aprilia)    | Tohru Ukawa (Honda)           | Franco Battaini (Aprilia)        | Tohru Ukawa (Honda)                  | Valentino Rossi (Aprilia)    |
| 4      | 1999 | Barcelona | 500 cc | Àlex Crivillé (Honda)        | Tadayuki Okada (Honda)        | Sete Gibernau (Honda)            | Jurgen van den Goorbergh (MuZ-Weber) | Sete Gibernau (Honda)        |
|        |      |           |        |                              |                               |                                  |                                      |                              |
| 5      | 2000 | Barcelona | 125 cc | Simone Sanna (Aprilia)       | Masao Azuma (Honda)           | Gino Borsoi (Aprilia)            | Roberto Locatelli (Aprilia)          | Pablo Nieto (Derbi)          |
| 5      | 2000 | Barcelona | 250 cc | Olivier Jacque (Yamaha)      | Tohru Ukawa (Honda)           | Shinya Nakano (Yamaha)           | Shinya Nakano (Yamaha)               | Jay Vincent (Aprilia)        |
| 5      | 2000 | Barcelona | 500 cc | Kenny Roberts jr. (Suzuki)   | Norifumi Abe (Yamaha)         | Valentino Rossi (Honda)          | Alex Barros (Honda)                  | Alex Barros (Honda)          |
|        |      |           |        |                              |                               |                                  |                                      |                              |
| 6      | 2001 | Barcelona | 125 cc | Lucio Cecchinello (Aprilia)  | Toni Elías (Honda)            | Manuel Poggiali (Gilera)         | Lucio Cecchinello (Aprilia)          | Stefano Perugini (Italjet)   |
| 6      | 2001 | Barcelona | 250 cc | Daijiro Kato (Honda)         | Tetsuya Harada (Aprilia)      | Roberto Rolfo (Aprilia)          | Daijiro Kato (Honda)                 | Daijiro Kato (Honda)         |
| 6      | 2001 | Barcelona | 500 cc | Valentino Rossi (Honda)      | Max Biaggi (Yamaha)           | Loris Capirossi (Honda)          | Valentino Rossi (Honda)              | Valentino Rossi (Honda)      |
|        |      |           |        |                              |                               |                                  |                                      |                              |
| 7      | 2002 | Barcelona | 125 cc | Manuel Poggiali (Gilera)     | Dani Pedrosa (Honda)          | Steve Jenkner (Aprilia)          | Manuel Poggiali (Gilera)             | Youichi Ui (Derbi)           |
| 7      | 2002 | Barcelona | 250 cc | Marco Melandri (Aprilia)     | Roberto Rolfo (Honda)         | Fonsi Nieto (Aprilia)            | Fonsi Nieto (Aprilia)                | Franco Battaini (Aprilia)    |
| 7      | 2002 | Barcelona | MotoGP | Valentino Rossi (Honda)      | Tohru Ukawa (Honda)           | Carlos Checa (Yamaha)            | Max Biaggi (Yamaha)                  | Valentino Rossi (Honda)      |
|        |      |           |        |                              |                               |                                  |                                      |                              |
| 8      | 2003 | Barcelona | 125 cc | Dani Pedrosa (Honda)         | Thomas Lüthi (Honda)          | Alex de Angelis (Aprilia)        | Pablo Nieto (Aprilia)                | Casey Stoner (Aprilia)       |
| 8      | 2003 | Barcelona | 250 cc | Randy de Puniet (Aprilia)    | Fonsi Nieto (Aprilia)         | Anthony West (Aprilia)           | Randy de Puniet (Aprilia)            | Manuel Poggiali (Aprilia)    |
| 8      | 2003 | Barcelona | MotoGP | Loris Capirossi (Ducati)     | Valentino Rossi (Honda)       | Sete Gibernau (Honda)            | Valentino Rossi (Honda)              | Valentino Rossi (Honda)      |
|        |      |           |        |                              |                               |                                  |                                      |                              |
| 9      | 2004 | Barcelona | 125 cc | Héctor Barberá (Aprilia)     | Andrea Dovizioso (Honda)      | Pablo Nieto ((Aprilia)           | Jorge Lorenzo (Derbi)                | Héctor Barberá (Aprilia)     |
| 9      | 2004 | Barcelona | 250 cc | Randy de Puniet (Aprilia)    | Dani Pedrosa (Honda)          | Toni Elías (Honda)               | Randy de Puniet (Aprilia)            | Dani Pedrosa (Honda)         |
| 9      | 2004 | Barcelona | MotoGP | Valentino Rossi (Yamaha)     | Sete Gibernau (Honda)         | Marco Melandri (Yamaha)          | Sete Gibernau (Honda)                | Sete Gibernau (Honda)        |
|        |      |           |        |                              |                               |                                  |                                      |                              |
| 10     | 2005 | Barcelona | 125 cc | Mattia Pasini (Aprilia)      | Marco Simoncelli (Aprilia)    | Mika Kallio (KTM)                | Mika Kallio (KTM)                    | Mika Kallio (KTM)            |
| 10     | 2005 | Barcelona | 250 cc | Dani Pedrosa (Honda)         | Casey Stoner (Aprilia)        | Andrea Dovizioso (Honda)         | Dani Pedrosa (Honda)                 | Dani Pedrosa (Honda)         |
| 10     | 2005 | Barcelona | MotoGP | Valentino Rossi (Yamaha)     | Sete Gibernau (Honda)         | Marco Melandri (Honda)           | Sete Gibernau (Honda)                | Valentino Rossi (Yamaha)     |
|        |      |           |        |                              |                               |                                  |                                      |                              |
| 11     | 2006 | Barcelona | 125 cc | Álvaro Bautista (Aprilia)    | Héctor Faubel (Aprilia)       | Sergio Gadea (Aprilia)           | Álvaro Bautista (Aprilia)            | Héctor Faubel (Aprilia)      |
| 11     | 2006 | Barcelona | 250 cc | Andrea Dovizioso (Honda)     | Jorge Lorenzo (Aprilia)       | Alex de Angelis (Aprilia)        | Andrea Dovizioso (Honda)             | Alex de Angelis (Aprilia)    |
| 11     | 2006 | Barcelona | MotoGP | Valentino Rossi (Yamaha)     | Nicky Hayden (Honda)          | Kenny Roberts jr. (KR-Honda)     | Valentino Rossi (Yamaha)             | Nicky Hayden (Honda)         |
|        |      |           |        |                              |                               |                                  |                                      |                              |
| 12     | 2007 | Barcelona | 125 cc | Tomoyoshi Koyama (KTM)       | Gábor Talmácsi (Aprilia)      | Randy Krummenacher (KTM)         | Gábor Talmácsi (Aprilia)             | Randy Krummenacher (KTM)     |
| 12     | 2007 | Barcelona | 250 cc | Jorge Lorenzo (Aprilia)      | Alex de Angelis (Aprilia)     | Andrea Dovizioso (Honda)         | Jorge Lorenzo (Aprilia)              | Alex de Angelis (Aprilia)    |
| 12     | 2007 | Barcelona | MotoGP | Casey Stoner (Ducati)        | Valentino Rossi (Yamaha)      | Dani Pedrosa (Honda)             | Valentino Rossi (Yamaha)             | John Hopkins (Suzuki)        |
|        |      |           |        |                              |                               |                                  |                                      |                              |
| 13     | 2008 | Barcelona | 125 cc | Mike Di Meglio (Derbi)       | Pol Espargaró (Derbi)         | Gábor Talmácsi (Aprilia)         | Pol Espargaró (Derbi)                | Joan Olivé (Derbi)           |
| 13     | 2008 | Barcelona | 250 cc | Marco Simoncelli (Gilera)    | Álvaro Bautista (Aprilia)     | Héctor Barberá (Aprilia)         | Álvaro Bautista (Aprilia)            | Álvaro Bautista (Aprilia)    |
| 13     | 2008 | Barcelona | MotoGP | Dani Pedrosa (Honda)         | Valentino Rossi (Yamaha)      | Casey Stoner (Ducati)            | Casey Stoner (Ducati)                | Dani Pedrosa (Honda)         |
|        |      |           |        |                              |                               |                                  |                                      |                              |
| 14     | 2009 | Barcelona | 125 cc | Andrea Iannone (Aprilia)     | Nicolás Terol (Aprilia)       | Sergio Gadea (Aprilia)           | Julián Simón (Aprilia)               | Marc Márquez (KTM)           |
| 14     | 2009 | Barcelona | 250 cc | Álvaro Bautista (Aprilia)    | Hiroshi Aoyama (Honda)        | Héctor Barberá (Aprilia)         | Héctor Barberá (Aprilia)             | Álvaro Bautista (Aprilia)    |
| 14     | 2009 | Barcelona | MotoGP | Valentino Rossi (Yamaha)     | Jorge Lorenzo (Yamaha)        | Casey Stoner (Ducati)            | Jorge Lorenzo (Yamaha)               | Casey Stoner (Ducati)        |
|        |      |           |        |                              |                               |                                  |                                      |                              |
| 15     | 2010 | Barcelona | 125 cc | Marc Márquez (Derbi)         | Bradley Smith (Aprilia)       | Pol Espargaró (Derbi)            | Marc Márquez (Derbi)                 | Pol Espargaró (Derbi)        |
| 15     | 2010 | Barcelona | Moto2  | Yuki Takahashi (Tech 3)      | Thomas Lüthi (Moriwaki)       | Julián Simón (Suter)             | Andrea Iannone (Speed Up)            | Andrea Iannone (Speed Up)    |
| 15     | 2010 | Barcelona | MotoGP | Jorge Lorenzo (Yamaha)       | Dani Pedrosa (Honda)          | Casey Stoner (Ducati)            | Jorge Lorenzo (Yamaha)               | Andrea Dovizioso (Honda)     |
|        |      |           |        |                              |                               |                                  |                                      |                              |
| 16     | 2011 | Barcelona | 125 cc | Nicolás Terol (Aprilia)      | Maverick Viñales (Aprilia)    | Jonas Folger (Aprilia)           | Nicolás Terol (Aprilia)              | Johann Zarco (Derbi)         |
| 16     | 2011 | Barcelona | Moto2  | Stefan Bradl (Kalex)         | Marc Márquez (Suter)          | Aleix Espargaró (Pons-Kalex)     | Stefan Bradl (Kalex)                 | Bradley Smith (Tech 3)       |
| 16     | 2011 | Barcelona | MotoGP | Casey Stoner (Honda)         | Jorge Lorenzo (Yamaha)        | Ben Spies (Yamaha)               | Marco Simoncelli (Honda)             | Casey Stoner (Honda)         |
|        |      |           |        |                              |                               |                                  |                                      |                              |
| 17     | 2012 | Barcelona | Moto3  | Maverick Viñales (FTR-Honda) | Sandro Cortese (KTM)          | Miguel Oliveira (Suter-Honda)    | Maverick Viñales (FTR-Honda)         | Álex Márquez (Suter-Honda)   |
| 17     | 2012 | Barcelona | Moto2  | Andrea Iannone (Speed Up)    | Thomas Lüthi (Suter)          | Esteve Rabat (Kalex)             | Marc Márquez (Suter)                 | Thomas Lüthi (Suter)         |
| 17     | 2012 | Barcelona | MotoGP | Jorge Lorenzo (Yamaha)       | Dani Pedrosa (Honda)          | Andrea Dovizioso (Yamaha)        | Casey Stoner (Honda)                 | Jorge Lorenzo (Yamaha)       |
|        |      |           |        |                              |                               |                                  |                                      |                              |
| 18     | 2013 | Barcelona | Moto3  | Luis Salom (KTM)             | Álex Rins (KTM)               | Maverick Viñales (KTM)           | Luis Salom (KTM)                     | Maverick Viñales (KTM)       |
| 18     | 2013 | Barcelona | Moto2  | Pol Espargaró (Kalex)        | Esteve Rabat (Kalex)          | Thomas Lüthi (Suter)             | Pol Espargaró (Kalex)                | Thomas Lüthi (Suter)         |
| 18     | 2013 | Barcelona | MotoGP | Jorge Lorenzo (Yamaha)       | Dani Pedrosa (Honda)          | Marc Márquez (Honda)             | Dani Pedrosa (Honda)                 | Marc Márquez (Honda)         |
|        |      |           |        |                              |                               |                                  |                                      |                              |
| 19     | 2014 | Barcelona | Moto3  | Álex Márquez (Honda)         | Enea Bastianini (KTM)         | Efrén Vázquez (Honda)            | Álex Márquez (Honda)                 | John McPhee (Honda)          |
| 19     | 2014 | Barcelona | Moto2  | Esteve Rabat (Kalex)         | Maverick Viñales (Kalex)      | Johann Zarco (Caterham-Suter)    | Esteve Rabat (Kalex)                 | Esteve Rabat (Kalex)         |
| 19     | 2014 | Barcelona | MotoGP | Marc Márquez (Honda)         | Valentino Rossi (Yamaha)      | Dani Pedrosa (Honda)             | Dani Pedrosa (Honda)                 | Marc Márquez (Honda)         |
|        |      |           |        |                              |                               |                                  |                                      |                              |
| 20     | 2015 | Barcelona | Moto3  | Danny Kent (Honda)           | Enea Bastianini (Honda)       | Efrén Vázquez (Honda)            | Enea Bastianini (Honda)              | Efrén Vázquez (Honda)        |
| 20     | 2015 | Barcelona | Moto2  | Johann Zarco (Kalex)         | Álex Rins (Kalex)             | Esteve Rabat (Kalex)             | Johann Zarco (Kalex)                 | Álex Rins (Kalex)            |
| 20     | 2015 | Barcelona | MotoGP | Jorge Lorenzo (Yamaha)       | Valentino Rossi (Yamaha)      | Dani Pedrosa (Honda)             | Aleix Espargaró (Suzuki)             | Marc Márquez (Honda)         |
|        |      |           |        |                              |                               |                                  |                                      |                              |
| 21     | 2016 | Barcelona | Moto3  | Jorge Navarro (Honda)        | Brad Binder (KTM)             | Enea Bastianini (Honda)          | Brad Binder (KTM)                    | Romano Fenati (KTM)          |
| 21     | 2016 | Barcelona | Moto2  | Johann Zarco (Kalex)         | Álex Rins (Kalex)             | Takaaki Nakagami (Kalex)         | Johann Zarco (Kalex)                 | Johann Zarco (Kalex)         |
| 21     | 2016 | Barcelona | MotoGP | Valentino Rossi (Yamaha)     | Marc Márquez (Honda)          | Dani Pedrosa (Honda)             | Marc Márquez (Honda)                 | Maverick Viñales (Suzuki)    |
|        |      |           |        |                              |                               |                                  |                                      |                              |
| 22     | 2017 | Barcelona | Moto3  | Joan Mir (Honda)             | Romano Fenati (Honda)         | Jorge Martín (Honda)             | Jorge Martín (Honda)                 | Jorge Martín (Honda)         |
| 22     | 2017 | Barcelona | Moto2  | Álex Márquez (Kalex)         | Mattia Pasini (Kalex)         | Thomas Lüthi (Kalex)             | Álex Márquez (Kalex)                 | Álex Márquez (Kalex)         |
| 22     | 2017 | Barcelona | MotoGP | Andrea Dovizioso (Ducati)    | Marc Márquez (Honda)          | Dani Pedrosa (Honda)             | Dani Pedrosa (Honda)                 | Jonas Folger (Yamaha)        |
|        |      |           |        |                              |                               |                                  |                                      |                              |
| 23     | 2018 | Barcelona | Moto3  | Enea Bastianini (Honda)      | Marco Bezzecchi (KTM)         | Gabriel Rodrigo (KTM)            | Enea Bastianini (Honda)              | Jaume Masiá (KTM)            |
| 23     | 2018 | Barcelona | Moto2  | Fabio Quartararo (Speed Up)  | Miguel Oliveira (KTM)         | Álex Márquez (Kalex)             | Fabio Quartararo (Speed Up)          | Fabio Quartararo (Speed Up)  |
| 23     | 2018 | Barcelona | MotoGP | Jorge Lorenzo (Ducati)       | Marc Márquez (Honda)          | Valentino Rossi (Yamaha)         | Jorge Lorenzo (Ducati)               | Jorge Lorenzo (Ducati)       |
|        |      |           |        |                              |                               |                                  |                                      |                              |
| 24     | 2019 | Barcelona | Moto3  | Marcos Ramírez (Honda)       | Arón Canet (KTM)              | Celestino Vietti (KTM)           | Gabriel Rodrigo (Honda)              | Kaito Toba (Honda)           |
| 24     | 2019 | Barcelona | Moto2  | Álex Márquez (Kalex)         | Thomas Lüthi (Kalex)          | Jorge Navarro (Speed Up)         | Augusto Fernández (Kalex)            | Álex Márquez (Kalex)         |
| 24     | 2019 | Barcelona | MotoGP | Marc Márquez (Honda)         | Fabio Quartararo (Yamaha)     | Danilo Petrucci (Ducati)         | Fabio Quartararo (Yamaha)            | Marc Márquez (Honda)         |
|        |      |           |        |                              |                               |                                  |                                      |                              |
| 25     | 2020 | Barcelona | Moto3  | Darryn Binder (KTM)          | Tony Arbolino (Honda)         | Dennis Foggia (Honda)            | Tony Arbolino (Honda)                | Romano Fenati (Husqvarna)    |
| 25     | 2020 | Barcelona | Moto2  | Luca Marini (Kalex)          | Sam Lowes (Kalex)             | Fabio Di Giannantonio (Speed Up) | Luca Marini (Kalex)                  | Sam Lowes (Kalex)            |
| 25     | 2020 | Barcelona | MotoGP | Fabio Quartararo (Yamaha)    | Joan Mir (Suzuki)             | Álex Rins (Suzuki)               | Franco Morbidelli (Yamaha)           | Fabio Quartararo (Yamaha)    |
|        |      |           |        |                              |                               |                                  |                                      |                              |
| 26     | 2021 | Barcelona | MotoE  | Miquel Pons (Energica)       | Dominique Aegerter (Energica) | Jordi Torres (Energica)          | Eric Granado (Energica)              | Eric Granado (Energica)      |
| 26     | 2021 | Barcelona | Moto3  | Sergio García (GasGas)       | Jeremy Alcoba (Honda)         | Deniz Öncü (KTM)                 | Gabriel Rodrigo (Honda)              | Darryn Binder (Honda)        |
| 26     | 2021 | Barcelona | Moto2  | Remy Gardner (Kalex)         | Raúl Fernández (Kalex)        | Xavi Vierge (Kalex)              | Remy Gardner (Kalex)                 | Raúl Fernández (Kalex)       |
| 26     | 2021 | Barcelona | MotoGP | Miguel Oliveira (KTM)        | Johann Zarco (Ducati)         | Jack Miller (Ducati)             | Fabio Quartararo (Yamaha)            | Johann Zarco (Ducati)        |
|        |      |           |        |                              |                               |                                  |                                      |                              |
| 27     | 2022 | Barcelona | Moto3  | Izan Guevara (GasGas)        | David Muñoz (KTM)             | Tatsuki Suzuki (Honda)           | Dennis Foggia (Honda)                | Jaume Masiá (KTM)            |
| 27     | 2022 | Barcelona | Moto2  | Celestino Vietti (Kalex)     | Arón Canet (Kalex)            | Augusto Fernández (Kalex)        | Celestino Vietti (Kalex)             | Arón Canet (Kalex)           |
| 27     | 2022 | Barcelona | MotoGP | Fabio Quartararo (Yamaha)    | Jorge Martín (Ducati)         | Johann Zarco (Ducati)            | Aleix Espargaró (Aprilia)            | Fabio Quartararo (Yamaha)    |
|        |      |           |        |                              |                               |                                  |                                      |                              |
| 28     | 2023 | Barcelona | MotoE  | Andrea Mantovani (Ducati)    | Mattia Casadei (Ducati)       | Héctor Garzó (Ducati)            | Jordi Torres (Ducati)                | Jordi Torres (Ducati)        |
| 28     | 2023 | Barcelona | MotoE  | Mattia Casadei (Ducati)      | Andrea Mantovani (Ducati)     | Nicholas Spinelli (Ducati)       | Jordi Torres (Ducati)                | Héctor Garzó (Ducati)        |
| 28     | 2023 | Barcelona | Moto3  | David Alonso (GasGas)        | Jaume Masiá (Honda)           | José Antonio Rueda (KTM)         | Geen                                 | Daniel Holgado (KTM)         |
| 28     | 2023 | Barcelona | Moto2  | Jake Dixon (Kalex)           | Arón Canet (Kalex)            | Albert Arenas (Kalex)            | Jake Dixon (Kalex)                   | Pedro Acosta (Kalex)         |
| 28     | 2023 | Barcelona | MotoGP | Aleix Espargaró (Aprilia)    | Maverick Viñales (Aprilia)    | Jorge Martín (Ducati)            | Francesco Bagnaia (Ducati)           | Maverick Viñales (Aprilia)   |
|        |      |           |        |                              |                               |                                  |                                      |                              |
| 29     | 2024 | Barcelona | MotoE  | Óscar Gutiérrez (Ducati)     | Eric Granado (Ducati)         | Kevin Zannoni (Ducati)           | Eric Granado (Ducati)                | Óscar Gutiérrez (Ducati)     |
| 29     | 2024 | Barcelona | MotoE  | Kevin Zannoni (Ducati)       | Óscar Gutiérrez (Ducati)      | Alessandro Zaccone (Ducati)      | Eric Granado (Ducati)                | Óscar Gutiérrez (Ducati)     |
| 29     | 2024 | Barcelona | Moto3  | David Alonso (CFMoto)        | Iván Ortolá (KTM)             | José Antonio Rueda (KTM)         | Iván Ortolá (KTM)                    | José Antonio Rueda (KTM)     |
| 29     | 2024 | Barcelona | Moto2  | Ai Ogura (Boscoscuro)        | Sergio García (Boscoscuro)    | Jake Dixon (Kalex)               | Sergio García (Boscoscuro)           | Fermín Aldeguer (Boscoscuro) |
| 29     | 2024 | Barcelona | MotoGP | Francesco Bagnaia (Ducati)   | Jorge Martín (Ducati)         | Marc Márquez (Ducati)            | Aleix Espargaró (Aprilia)            | Pedro Acosta (KTM)           |

## Voetnoten
1996 · 1997 · 1998 · 1999 · 2000 · 2001 · 2002 · 2003 · 2004 · 2005 · 2006 · 2007 · 2008 · 2009 · 2010 · 2011 · 2012 · 2013 · 2014 · 2015 · 2016 · 2017 · 2018 · 2019 · 2020 · 2021 · 2022 · 2023 · 2024 · 2025